# Публичная сфера
Концепция публичной сферы — это теоретическая  модель, разработанная Юргеном Хабермасом, представителем Франкфуртского института. В одной из его ключевых работ «Структурная трансформация публичной сферы» (1991), указанное понятие раскрывается как площадка осмысленной дискуссии, конституированная на принципах доступности и  равенства субъектов, происходящая в рамках правил, установленных и принятых в процессе взаимодействия. 
Независимость от внешнего воздействия и свободный обмен информацией,  как сущностные черты «публичной сферы», обеспечивают становление института, под названием «общественное мнение». Общественное мнение, в понимании Ю.Хабермаса, это не количественное сложение, высказанных субъектами позиций, а продукт социального взаимодействия. Публичная сфера позволяет сформировать новые качественные характеристики – искажения и ошибки отдельных субъектов, предопределенных личностными стремлениями и узостью отдельных точек зрения, нивелируются в ходе формирования общественного мнения. Конечный результат дискуссии определяется исключительно качественными характеристиками аргументации, а не личностными свойствами субъектов. Институт общественного мнения (и публичная сфера как площадка его конституирования) является индикатором оценки действий государственной власти и  их законности, благодаря выражению актуальных для общества интересов. Это так же обеспечивает публичный контроль деятельности властных структур, а также участие в обсуждении и формировании государственной политики.
Модель публичной сферы  Хабермаса строится на идеях неомарксистской интерпретации социальной философии Гегеля. Отличительная черта от указанных теорий, заключается в поиске автором пространства, которое было бы независимо и от государства (в отличие от Гегеля), и от рынка (в отличие от Маркса). Этой зоной для него является публичная сфера, «само существование которой стало прямым следствием конституирования государства и становления рыночной экономики, что привело к появлению гражданина, с одной стороны, и частного индивида, с другой».

## Публичная сфера в динамике
Докторская диссертация Ю. Хабермаса  «Общественная сфера. Археология публичности как конститутивная особенность буржуазного общества»(1962) посвящена детальному изучению исследованию публичной сферы, в определенной степени археологичному. Зарождение института связано с государственными и квази-государственными образованиями Древней Греции, где каждый субъект, имеющий влияние, в политической сфере, существовал в двух пространствах – «приватном», и пространстве коллективных интересов, где принимались решения общегородского характера. При феодализме в Европе оба этих пространства инкорпорируются друг в друга. Автор обосновывает это слиянием указанных площадок в лице феодала. Он является  единоличным носителем власти и публичных полномочий, но вместе с тем и носителем частных интересов, как собственник земли. С возникновением инструментов общественного контроля над государственной властью публичная сфера обособляется. С этого момента она является точкой компромисса интересов тех, кто избирает представителей государственных органов, и самой властью, которой требуется поддержка населения. В первую очередь, это связывается с формированием класса буржуазии, завоевавшей себе избирательные права. Образцом «идеальной» общественной сферы, по мнению Хабермаса, является Великобритания второй половины XIX в. Это обусловлено существованием, практически повсеместно, массовой прессы, различных буржуазных дискуссионных клубов и иных площадок для обсуждения. Все эти пространства, по Хабермасу, являются публичной сферой.
Определяющую роль в развитии публичной сферы в Новое время обусловило развитие периодической печати в целом и политической журналистики в частности в XVIII веке. С появлением и развитием печатных медиа публичная сфера, в отличие от древнегреческого ее варианта (Агора), существует как абстрактная общность частных индивидов, которые описывают существующую действительность, анализируют ее, иными словами ведут общественный дискусс тем или иным образом. Эта площадка обеспечила потенциал для возникновения оппозиции, а значит и возможность критики существующей власти, что стало ключевым аспектом создания западной демократии современного типа. Однако, по мнению Хабермаса,  в ходе последующего развития общества среда общественного обсуждения в значительной степени была подвержена деградации: обсуждения периодических изданий утратили свое значение, что в совокупности с тем, что издательства на первый план вынесли коммерческую составляющую деятельности, обусловило переход  от обеспечения рациональных дискуссий в обществе к манипулирования потребительским рынком. По мнению Хабермаса, «публичная сфера» теряет свое первоначально предназначение из-за усиления влияния законов рынка на сферу культурного производства. В результате этого дискуссия,  как основополагающий элемент публичной сферы, уступают место коммуникации, которая по своей природе является массовым каналом распространения «заготовленных мыслей», или эрзац-дебатов, исключающих непосредственное влияние участников на публичную сферу.

## Проблематика публичной сферы
Природа концепции «публичной сферы» представляется ценностно-ориентированной: это абстрактный идеал, которой обеспечивает обсуждение, а значит и возможность критики существующего государственного устройства, массовой культуры, потребительских «идолов» в рамках медийного пространства. В связи с вышесказанным, актуализируется проблема разграничения публичной сферы от частной. Для формирования границ этой дихотомии предполагается два подхода: 1) под «публичным» следует понимать ту сферу, которая так или иначе связаны с удовлетворением государственных или публичных потребностей, в свою очередь под «частным» – деятельность по удовлетворению потребностей частных граждан; 2) в конституировании разделения следует положить критерий доступности: «публичное» как для неограниченного круга лиц, «частное» – как известное лишь ограниченному кругу лиц. Второй подход представляется более функциональным, так как многие вопросы обеспечения государственной деятельности не подлежат широкому обсуждении.
Сущностными элементами концепции публичной сферы являются справедливость и истина. Принцип справедливости Хабермас обозначает как «принцип универсальной» этики дискурса, а об истине пишет: «Аргументация обеспечивает в принципе свободное и равное участие всех сторон в совместном поиске истины, где ничто не принуждает кого-либо кроме силы лучшего аргумента». Без этих ключевых элементов функционирование публичной сферы невозможно. Справедливость и истина в свою очередь обеспечиваются за счет соблюдения пяти требований к дискурсу:
1. Требование всеобщности. Никто не должен быть ограничен в возможности высказываться
2. Требование автономии. Все должны иметь равные возможности в критике и выдвижении идей, вне зависимости от внешних факторов
3. Требование идеального исполнения роли. Субъекты дискурса должны быть готовы к осмыслению и принятию претензий поступающих от других участников
4. Требование нейтральности силы власти. Властные полномочия субъектов должны быть нивелированы.
5. Участники должны открыто объявить свои цели, намерения и воздерживаться от стратегических действий (требование прозрачности).
Возникает проблематика обеспечения этих требований и критериев оценки их реализации. Концепция публичной сферы Хабермаса является идеальной моделью, в соответствии с которой становится возможным реализация интересов тех групп, которые участвуют в политической сфере. Несовершенной же будет являться модель, в которой участие в политической сфере доступно каждому, но обеспечение этой деятельности со стороны медиа, лишь некоторым. Хабермас предполагает возможность существование идеальной публичной сферы, которая доступна для всех социальных групп с равным доступом к медиа, однако нигде на данный момент подобная публичная сфера не реализована. Таким образом ключевой проблематикой является Хабермасов парадокс между «идеальной», где действует очень выраженная исключенность из политического пространства, и «деградировавшей», где в политику включены все, однако публичная сфера при этом не строится на подлинном диалоге. Это вполне объяснимо феноменом пространства дебатов: невозможно поддерживать в широком медиа пространстве, в которые по определению могут быть включены все, равные возможности для всех участников. В результате, коллективное обсуждение замещается заранее подготовленным диалогом. В это заключается еще одна сущностная проблема концепции публичной сферы – критика того единственно возможного состояния, в котором может существовать медиа система при наличия огромного числа полярных мнений.

## Сущностные черты и развитие концепции публичной сферы в современном мире
В развитие положений концепции публичной сферы Хабермаса, многие исследователи усматривают формирование альтернативных публичных сфер, благодаря которым становится возможным взаимодействия с иными, не вовлеченными в текущий политический процесс, социальными группами. Некоторые исследователи говорят о существование нескольких параллельных публичных сфер, имеющих низкую степень взаимозависимости, приводя в пример действительность советского государства: сосуществование государственной публичной сферы и альтернативной ей иной публичной сферы. Рождение новых способов медиа коммуникации оказали формирование на оценку потенциала дальнейшего развития концепции публичной сферы. Одни, которые можно поименовать как медиаоптимистичные, предполагают, что технологическое развитие современных форм коммуникации обуславливает неограниченные возможности для самоорганизации в общественной сфере, а вместе с тем и включение в дебаты всех заинтересованных публичных групп. Это означает что недостатки предшествующих медиатехнологий, а именно вертикальные медиа, которые распространяют информацию сверху вниз, требуют финансовых вложений и по определению подконтрольны только тем, кто может концентрировать финансовые ресурсы, нивелируются в новых видах медиа. При медиаоптимистичных прогнозах, новые площадки для обсуждение с их сущностными чертами, выступают лекарством от хабермасовской деградации. Медиапессимистичные оценки придерживаются идей критической теории, оставляя место медиа технологиям в контекст публичного дискурса в четко установленных границах социальных и политико-экономических интересов. При данном подходе, новые медиа становятся лишь еще одним изощренным способом организации альтернативных публичных сфер, а отнюдь не новыми формами онлайновой демократии.

## Значение концепции публичной сферы
Работы Ю. Хабермаса актуализируют следующие ключевые положения. Во-первых, проблематику влияния капитала на медийные каналы, что в определенной мере предрешило начало марксистских исследований, основанных на применение культурных особенностей в социальной сфере. Во-вторых, работы Хабермаса актуализирует вопрос о манупилятивной сущности политических медиа, выступая контраргументом теории функционалистов, о том что медиа выполняют контрольные функции в демократическом обществе, а также идеи неолибералов о том, что медиа функционируют как способ информирования избирателей о качестве общественных благ на политических рынках. Многие взгляды поздних представителей Франкфуртской школы помогают детализировать мономерный американский прагматичный подход к изучению медиасреды. Важно понимать, что критическая теория оказала значительное влияние на британские исследования, использующие культурные основания для анализа социальных явлений, а так же в сфере политической экономии массовых коммуникаций.